# District d'Umguza

Le district d'Umguza est une subdivision administrative de second ordre de la province du Matabeleland septentrional au Zimbabwe. 

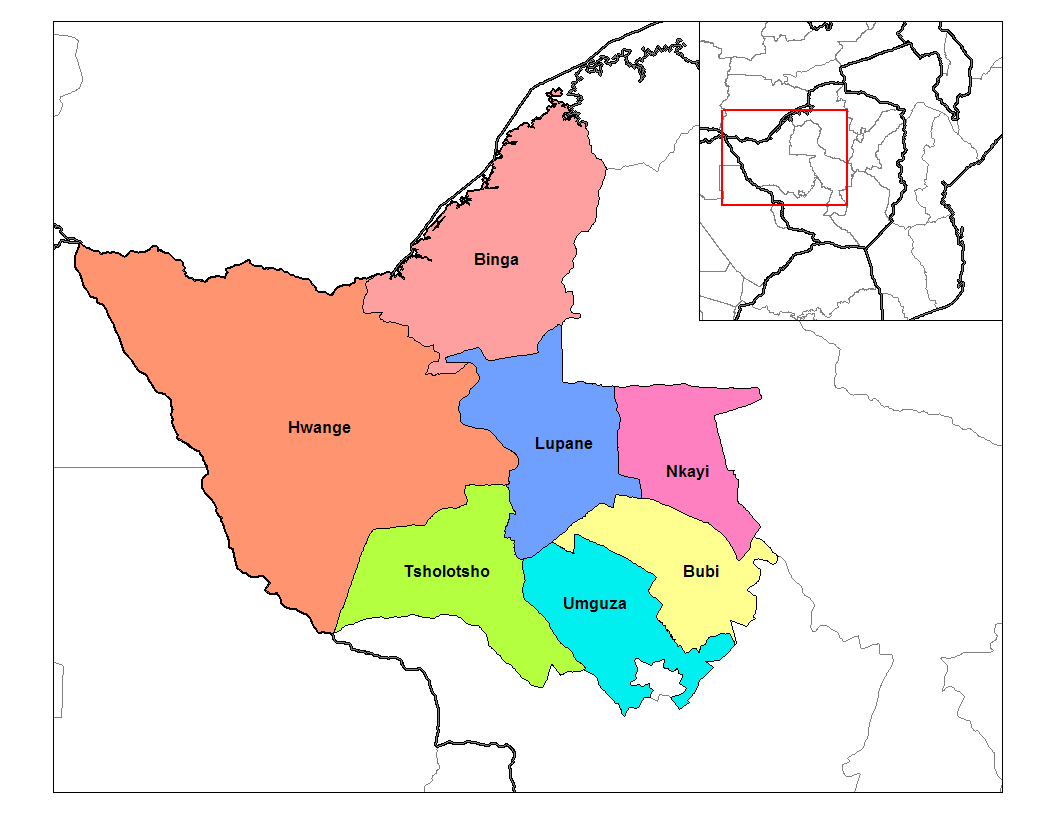
Carte des districts du Matabeleland septentrional.